# Matton-et-Clémency
Matton-et-Clémency är en kommun i departementet Ardennes i regionen Grand Est (tidigare regionen Champagne-Ardenne) i nordöstra Frankrike. Kommunen ligger  i kantonen Carignan som ligger i arrondissementet Sedan. År 2022 hade Matton-et-Clémency 439 invånare.

## Befolkningsutveckling
Antalet invånare i kommunen Matton-et-Clémency
Referens: INSEE